# Слободан Райкович
Слободан Райкович (на сръбски: Слободан Рајковић или Slobodan Rajković) е сръбски футболист, роден на 3 февруари 1989 г. в Белград. Играе като централен защитник в Хамбургер ШФ.

## Клубна кариера
Докато играе за юношеските формации на ОФК Белград, талантът на Райкович води до това да се състои ежеседмична среща на треньорите в школата на отбора, за да решават в кой от юношеските отбори да играе; понякога дори се случва да играе за кадетите, юношите младша и старша възраст в рамките на един уикенд. Той започва да играе за мъжкия отбор на ОФК Белград още на петнадесетгодишна възраст. Когато е на 16 години и 184 дни става вторият най-млад голмайстор в сръбското първенство след Мирко Вучинич (16 години и два дни). ОФК Белград Райкович прави добро впечатление и в края на 2005 г. Челси плаща за него 3,5 милиона паунда (5,2 милиона евро) – по това време рекордна сума за футболист под 18 години. Според договора Райкович остава в отбора от Белград под наем до края на сезон 2006/2007. В турнира за Купата на УЕФА през сезов 2005/2006 с Райкович в състава ОФК Белград отпада от Локомотив Пловдив във втория квалификационен кръг. През 2006 г. играе финал за Купата по футбол на Сърбия и Черна гора.
Следват нови четири сезона под наем извън Англия, защото според местните закони като чужденец извън Европейския съюз Райкович не може да получи разрешително за работа без да е изиграл определен брой мачове за националния отбор на Сърбия. Той дори няма право да играе в приятелски срещи на територията на Англия, освен ако не са при закрити врати. Първоначално е пратен в Айндховен като част от връщането на Алекс в Челси, който също като Райкович играе под наем извън Англия заради липсата на разрешително за работа. С Айндховен Райкович печели титлата в Ередивиси. Холандците искат да удължат наема за още една година, но от Челси не са доволни от малкото игрово време, което сърбинът получава и вместо това го изпращат в Твенте. Там, заедно с Николай Михайлов, отново става шампион на Холандия, както и финалист за Купата на Холандия. След две години в Твенте той отива във Витес заедно със съотборниците си от Челси Неманя Матич и Матей Делач.
За лятната подготовка преди сезон 2011/2012 Райкович се завръща в Челси и изиграва първия си двубой за отбора – приятелски мач срещу Уикъм Уориърс, изигран при закрити врати, в който отбелязва и гол. По-късно оставя добри впечатления и по време на турнето на отбора в Азия. Новият треньор Андре Вилаш-Боаш иска да го задържи в отбора и подава иск за специално изслушване по казуса с работната виза. Отговорните служби обаче не се съгласяват да направят изключение и да му издадат работна виза и въпреки желанието си да играе за Челси, Райкович решава да напусне Англия и преминава в Хамбургер.
За германския отбор отбелязва гол още в дебютния си мач в Първа Бундеслига на 27 август 2011 г. срещу Кьолн. По време на предсезонната подготовка през 2012 г. Райкович е отстранен от първия отбор заради спречкване с Хьон-мин Сон, при което Толгай Арслан получава аркада. Седмица по-късно в интервю пред вестник Райкович казва за треньора Торстен Финк, че е двуличник и се държи не като мъж, а като момиче, заради което е наказан с парична глоба. Впоследствие той се извинява, а през ноември Финк има намерение да го върне в първия отбор, но Райкович скъсва мускул на дясното бедро и отпада от плановете до края на есенния полусезон. За сезон 2013/2014 отново не попада в сметките на Финк и е изпратен в дублиращия отбор. Нова контузия, този път в лявото коляно, вади Райкович от строя до декември и му попречва да се завърне в първия отбор под ръководството на новия треньор Берт ван Марвайк. Все пак по-късно попада в групата за два от мачовете, но без да влезе в игра. Това се променя при Мирко Сломка, третия треньор на отбора през този сезон. Още в първите му два мача като треньор Райкович е титуляр, но във втория къса кръстни връзки на лявото коляно и подновява тренировки чак в края на 2014 г.

## Национален отбор
За националния отбор Райкович дебютира на 24 май 2008 г. срещу Ирландия. Същата година участва на олимпиадата в Пекин, където наплюва съдията на мача с Аржентина. ФИФА го наказва да не играе футбол една година, но по-късно намалява наказанието само до забрана за игра в мачове на националния отбор.

## Успехи
- Шампион на Холандия (2):
  - 2008 (Айндховен), 2010 (Твенте)
- Финалист за Купата на Холандия (1):
  - 2009 (Твенте)
- Финалист за Купата на Сърбия (1):
  - 2006 (ОФК Белград)